# Hoplobatrachus rugulosus
Espèce
Synonymes
- Rana rugulosa Wiegmann, 1834
- Tigrina rugulosa (Wiegmann, 1834)
- Rana chinensis Osbeck, 1765
- Hoplobatrachus chinensis (Osbeck, 1765)
- Rana tigrina var. pantherina Steindachner, 1867
- Hydrostentor pantherinus (Steindachner, 1867)
- Rana burkilli Annandale, 1910

Statut de conservation UICN

 LC  : Préoccupation mineure
Hoplobatrachus rugulosus est une espèce d'amphibiens de la famille des Dicroglossidae.

## Répartition
Cette espèce se rencontre,
- en Birmanie, en Thaïlande, en Malaisie occidentale ;
- au Cambodge, au Laos, au Viêt Nam ;
- en Chine, dans l'est du Sichuan, à Chongqing, au Yunnan, au Guizhou, au Guangxi, au Guangdong, à Hainan, à Hong Kong, à Macao, au Hunan, au Jiangxi, au Fujian, au Zhejiang, au Hubei, dans le sud du Shaanxi, au Anhui, au Jiangsu, au Henan, au Shandong et dans le Sud du Hebei ;
- à Taïwan.

Elle a été introduite en Malaisie orientale et aux Philippines.

## Gastronomie

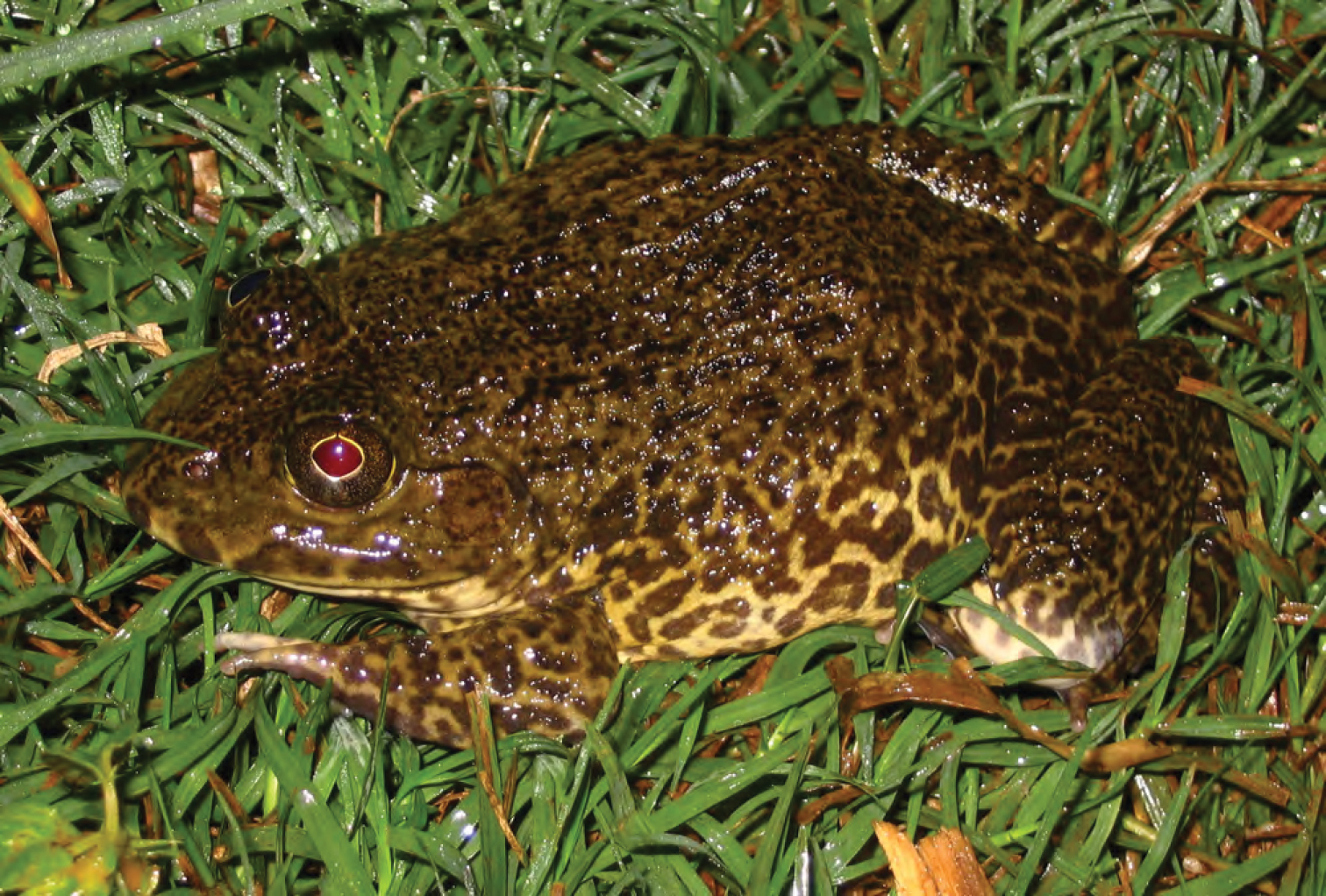
Hoplobatrachus rugulosus

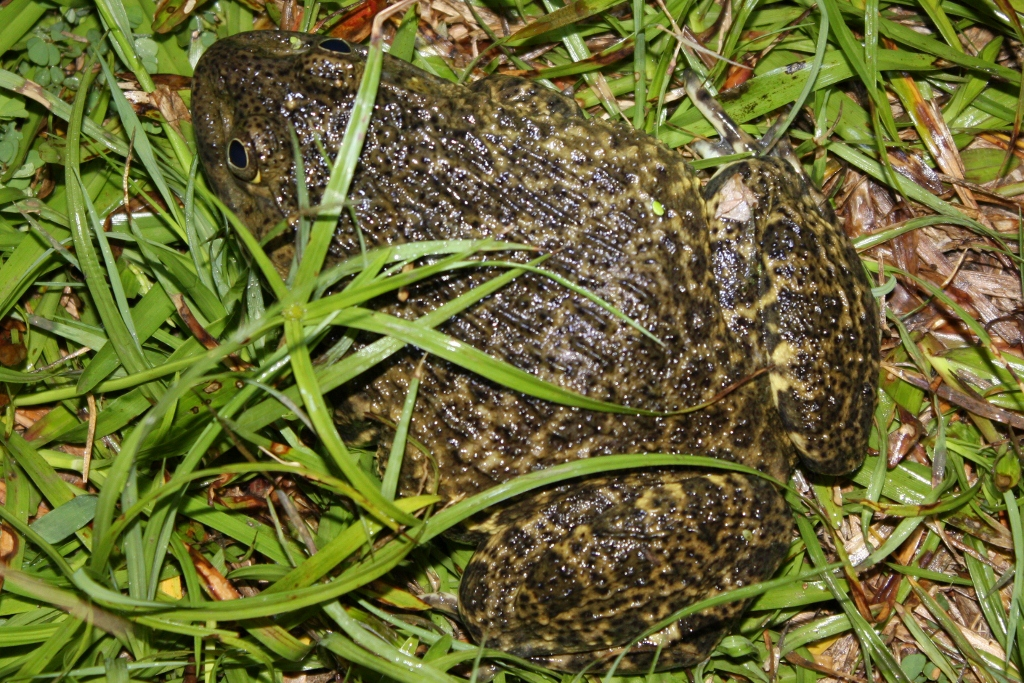
Hoplobatrachus rugulosus

Hoplobatrachus rugulosus est consommée en Chine et en Asie du Sud-Est, comme l'indique son nom vernaculaire anglais, Chinese Edible Frog (« grenouille chinoise comestible »).
Un article a démontré que cette espèce était souvent parasitée par la bactérie Laribacter hongkongensis responsable de gastro-entérite et qu'il convenait d'être prudent dans la manipulation et la cuisson de ces grenouilles.

## Publication originale
- Wiegmann, 1834 : Amphibien. Reise um die erde ausgeführt auf dem Königlich preussischen seehandlungs-schiffe Prinzess Louise, commandirt von captain W. Wendt, in den jahren 1830, 1831 und 1832, vol. 3, p. 433-522.